# Juan Bautista Paz
Juan Bautista Paz (San Miguel de Tucumán, 1772 - 1844) fue un jurista y abogado argentino, diputado al Congreso Nacional de 1819 y al Congreso General de 1824, y varias veces ministro de gobierno y gobernador delegado de la provincia de Tucumán durante la primera mitad del siglo XIX.

## Biografía
Hijo de un comerciante originario de Santiago del Estero, estudió derecho en la Universidad Mayor Real y Pontificia San Francisco Xavier de Chuquisaca y se doctoró en jurisprudencia poco antes del año 1800, en que se inscribió ante la Audiencia de Buenos Aires.
Regresó al poco tiempo a Tucumán, donde ocupó varios cargos en el cabildo local. Apoyó firmemente la Revolución de Mayo, y al año siguiente fue miembro de la Junta de Gobierno local. Cesó en ese cargo a principios de 1812. Ayudó al general Manuel Belgrano a organizar una victoria clave en la batalla de Tucumán, y al año siguiente fue alcalde del cabildo.
Durante el primer gobierno de Bernabé Aráoz fue teniente de gobernador en Tucumán, hasta que esta provincia se separó de la de Salta. Siguió ocupando cargos de importancia, sobre todo bajo el amparo de Aráoz. El sucesor de éste, Feliciano de la Mota Botello, lo nombró agente fiscal, cargo equivalente al de ministro de hacienda de la provincia.
En 1819 fue nombrado diputado al Congreso Nacional, cargo que ocupó hasta la disolución del mismo después de la batalla de Cepeda. En tal carácter, votó favorablemente la Constitución Argentina de 1819, en cuya redacción no había tenido parte.
Regresó a Tucumán en febrero de 1820, y el gobernador Aráoz lo nombró su ministro de gobierno. Fue uno de los redactores de la constitución de la República de Tucumán. En febrero de 1821 firmó, en nombre de Aráoz, el tratado de Vinará, el primero entre Tucumán y Santiago del Estero, por el que se reconocía la separación de esta provincia de la de Tucumán, de la cual había dependido hasta entonces.
Durante los años siguientes, en que la provincia de Tucumán fue sacudida por las guerras entre los partidarios de Bernabé Aráoz y de Javier López, ocupó cargos políticos importantes con ambos bandos. Tras la caída de ambos, fue también ministro del general Gregorio Aráoz de Lamadrid, el nuevo jefe de los unitarios tucumanos.
En noviembre de 1826 se incorporó al nuevo Congreso Nacional, en el que votó la nueva constitución unitaria. Apoyó el gobierno de Bernardino Rivadavia – especialmente su política contraria a las autonomías provinciales – y regresó a su provincia natal poco después de la renuncia de éste.
Fue ministro de gobierno del gobernador Javier López al principio de la guerra civil comenzada en diciembre de 1828, y por varios períodos fue su gobernador delegado; gobernó la provincia durante la larga ausencia de López en Córdoba, en apoyo de la Liga del Interior y del general Paz.
Después del final de la Liga del Interior en 1831, el nuevo gobernador y caudillo federal, Alejandro Heredia, lo nombró su ministro de gobierno. Varias veces fue gobernador delegado, especialmente durante las campañas militares de Heredia. En una de ellas, en 1836, fue capturado Javier López, junto con varios de los jefes militares a sus órdenes, y todos ellos fueron ejecutados. Sólo se salvó el coronel Segundo Roca, por pedido especial del ministro Paz al gobernador. La razón de ese pedido era que Roca estaba de novio con su hija, Agustina Paz, con la que se casó pocos meses más tarde.
También ocupó el gobierno delegado durante casi un año, cuando el gobernador dirigió la guerra contra Bolivia. Se lo entregó a Heredia poco antes de que éste fuera asesinado.
Después del crimen que causó la muerte de Heredia, el gobierno pasó al coronel Bernabé Piedrabuena, un oficial débil de carácter que fue rápidamente rodeado de jóvenes unitarios, como Marco Avellaneda, que dejaron de lado a un viejo funcionario como Paz. Se retiró a su finca cerca de la capital, donde se dedicó a la plantación de caña de azúcar y a la fabricación de licores, alcohol y azúcar.
Falleció en San Miguel de Tucumán en 1844.

## Matrimonio e hijos
Contrajo matrimonio con María Plácida Pereyra Mariño y Bruno (1783-1854), hija de Antonio Pereyra Mariño y de María Teresa Bruno y Tejeda, con quien tuvo los siguientes hijos:
- Gregorio Paz (1797-1869)
- Mariano Paz (1799-1839)
- Genoveva Paz (1803-1885)
- Luciano Paz (1804-1835)
- Felipa Paz
- José Ezequiel Paz (n. 1806). Padre de José Camilo Paz, fundador del diario La Prensa.
- José Ildefonso Paz (n. y f. en 1808)
- Juliana Teresa Paz (1809-1889)
- Josefa Agustina Paz (1810-1855). Casada con el coronel José Segundo Roca y madre del dos veces presidente argentino, general Julio Argentino Roca.
- Marcos Paz (1811-1868). Vicepresidente de la Nación (1862-1868). Fue padre de Máximo Paz, gobernador de la Provincia de Buenos Aires.
- Gaspar Paz (1814-1886)
- Benita Paz (f. 1849)